# Viktor Krupa
Viktor Krupa (ur. 23 grudnia 1936 w Nowym Mieście nad Wagiem, zm. 14 lutego 2021 w Bratysławie) – słowacki językoznawca. Zajmował się językoznawstwem ogólnym, orientalistyką, typologią języków, folklorystyką i japonistyką. Tłumacz literatury orientalnej.

## Życiorys
W latach 1954–1959 studiował języki rosyjski i słowacki na Wydziale Filozoficznym Uniwersytetu Komeńskiego w Bratysławie. W 1965 r. uzyskał stopień kandydata nauk, w 1981 r. zaś stopień doktora nauk. W latach 1965–1966 odbył pobyt badawczy na Uniwersytecie w Auckland. W 1969 r. ukończył półroczny pobyt studyjny na Uniwersytecie Kalifornijskim w Berkeley. Był też czynny na Uniwersytecie Hawajskim w Honolulu, gdzie prowadził m.in. badania nad pismem rongorongo. Dzięki stypendium Fundacji Humboldta w latach 1970–1971 przebywał na uczelniach w Münster i Tybindze.
Był zatrudniony na Uniwersytecie Komeńskiego, Uniwersytecie Mateja Bela w Bańskiej Bystrzycy oraz na Uniwersytecie Świętych Cyryla i Metodego w Trnawie. W latach 1990–2002 był prezesem Kabinetu Orientalistyki Słowackiej Akademii Nauk, przewodniczącym Kolegium Naukowego Słowackiej Akademii Nauk ds. Językoznawstwa i Literaturoznawstwa. W 2003 r. został członkiem zwyczajnym Towarzystwa Naukowego Słowackiej Akademii Nauk. Za swoją działalność akademicką otrzymał Złoty Medal Słowackiej Akademii Nauk.
Redaktor naczelny czasopism „Asian and African Studies” i „Human Affairs”. Członek rady redakcyjnej oraz jeden z głównych autorów czasopisma „Jazykovedný časopis”. Tłumacz mitologii i literatury ustnej ludów Australii i Oceanii. Przełożył książkę popularnonaukową Words and Rules: The Ingredients of Language na język słowacki (Slová a pravidlá: zložky jazyka). Autor monografii nt. języków polinezyjskich i języka maoryskiego.

## Publikacje
- Morpheme and Word in Maori (London–Paris 1966)
- Jazyk maori (Moskwa 1967)
- Polynesian Languages (Paris 1973)
- Polinezijskije jazyki (Moskwa 1975)
- Gavajskij jazyk (Moskwa 1969)
- Jednota a variabilita jazyka (Bratysława 1980)
- The Polynesian Languages (London 1982)
- Jazyky sveta (współautorstwo, 1983)